# Bruno Goetz
Bruno Goetz (6 de noviembre de 1885, Riga - 19 de marzo de 1954, Zúrich) fue un poeta alemán del Báltico, escritor y traductor.

## Biografía
Por sus venas corría sangre germánica y rusa. Bruno Goetz asistió al liceo «Alexander» (Alexandergymnasium, una escuela de secundaria) en su ciudad natal y estudió entre 1904 y 1910 en Múnich y Viena para luego escribir durante algunos años como crítico de teatro y periodista cultural en periódicos de Riga. Ya en su juventud sufría de depresión. Consultó a Sigmund Freud para recibir una orientación debido a su melancolía, mas no llegó a someterse a un psicoanálisis. Desde Viena, Goetz partió hacia Ascona a la Colonia de artistas Monte Verità, donde permaneció hasta 1909 y perteneció al círculo de intelectuales en tormo a Johannes Nohl, Erich Mühsam y Lotte Hattemer (quien se suicidó en 1906). 
Huyó de Ascona junto a Carlo Holzer y hasta los años 1920 fue un bohemio errante, con estadías temporales en Zúrich y Berlín, trabajando como corresponsal de diversos periódicos. Durante sus años de migración conoció a Friedrich Glauser y Gusto Gräser. Alrededor de 1917/1918 Goetz trabó amistad con el historiador y jurista Heinrich Goesch (1880–1930), con quien más tarde se mudó a Berlín. A partir de 1923 vivió como autor independiente en Überlingen y desde 1946 pasó sus últimos años nuevamente en Zúrich.
Estuvo casado con Elisabeth von Ruckteschell (1886–1963).

## Obra
Autor
- Gauner und Sklaven. Ein Schauspiel in 4 Aufzügen, Weinböhla 1918
- Das Reich ohne Raum (El reino sin espacio). Novela. Kiepenheuer, Potsdam, 1919. Erweiterte Ausgabe: Das Reich ohne Raum. Eine Chronik wunderlicher Begebenheiten. Neue unverstümmelte Ausgabe, Konstanz 1925. Neuauflage mit Kommentaren von Marie-Louise von Franz: Origo, Bern 1962.
- Das göttliche Gesicht. Novela. 1927.
- Neuer Adel. Otto Reichl Verlag, Darmstadt, 1929.
- Das Flügelross. Gedichte. Silberburg, Stuttgart, 1938.
- Der siebenköpfige Drachen. Novellen. Bühler, Baden-Baden, 1948.
- Der Punkt zwischen den Augen. Novellen, Bühler, Baden-Baden 1948.
- Der Gott und die Schlange. Balladen. Vorwort von Werner Bergengruen. Bellerive, Zürich 1949.
- Götterlieder. Gedichte. Zyklus der Holzschnitte Götterbilder von Werner Gothein. Origo, Zürich 1952.
- Der Trank des Lebens. Dichtung. Mit 6 Original-Radierungen von M.E. Houck, Limitierte Auflage, Chr. Bichsel & Sohn, Zürich 1954
- Der Gefangene und der Flötenbläser. Schneider, Heidelberg, 1960.
- Das ist alles, was ich über Freud zu erzählen habe. Erinnerungen an Sigmund Freud. Friedenauer Presse, Berlín 1969.

Traducciones
- León Tolstoi: Ana Karenina
- Nikolai Gogol: Meistererzählungen. Manesse, Zürich 1949.
- Grazia Deledda: Schilf im Wind. Roman, Manesse, Zürich 1951
- Italienische Gedichte. Von Kaiser Friedrich II. bis Gabriele D’Annunzio. Manesse, Zürich 1953.

Editor
- Die jungen Balten. Gedichte, Charlottenburg, 1918
- Überlinger Almanach, Überlingen 1925